# دایدزین
دایدزین (به انگلیسی: Daidzin) با فرمول شیمیایی C21H20O9 یک ترکیب شیمیایی است. که جرم مولی آن ۴۱۶٫۳۸ گرم بر مول می‌باشد. 